# Upen d'Aval
Upen d'Aval is een dorp in de Franse gemeente Delettes in het departement Pas-de-Calais. Upen d'Aval ligt in het noorden van de gemeente, bijna twee kilometer ten noordoosten van het dorpscentrum van Delettes. Een kilometer ten westen van het dorp ligt Upen d'Amont.

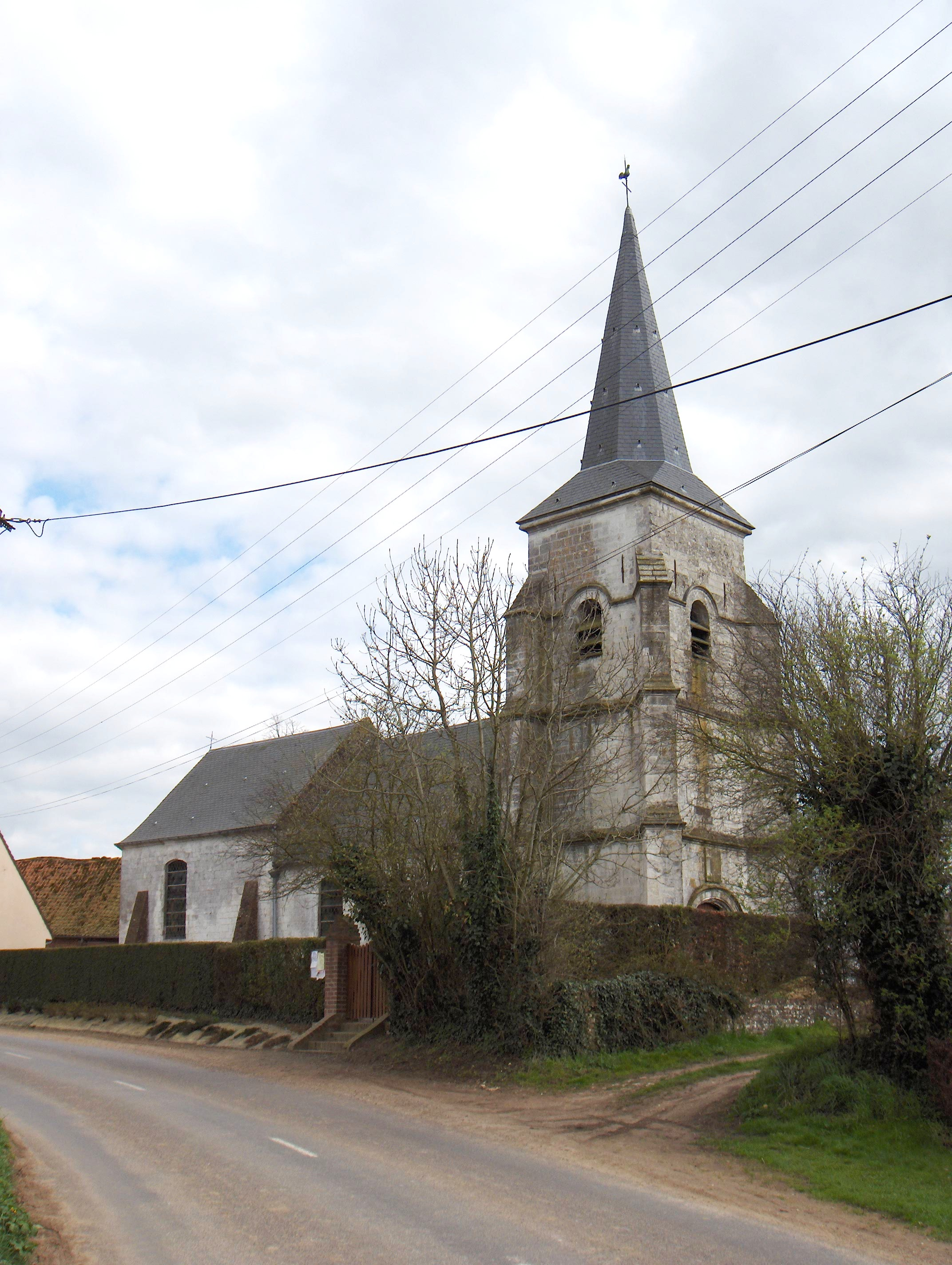
De Onze-Lieve-Vrouw-Hemelvaartkerk in Upen d'Aval

## Geschiedenis
Oude vermeldingen van de naam dateren uit de 11de eeuw als Uphen, Ophem en Upent. Uit de 17de eeuw dateren vermeldingen als Upendal. De kerk van Upen d'Amont was net als die van Upen d'Amont een hulpkerk van Herbelles. Net ten oosten van het dorp bevond zich het Château d'Upen.
Op het eind van het ancien régime werd Upen d'Aval samen met Upen d'Amont verenigd in de gemeente Upen. In 1822 werd de gemeente Upen (202 inwoners in 1921) al opgeheven en aangehecht bij de gemeente Delettes.

## Bezienswaardigheden
- De Onze-Lieve-Vrouw-Hemelvaartkerk (Église Notre-Dame de l'Assomption)
- Het Kasteel van Upen (Château d'Upen) dateerde oorspronkelijk uit de 14de eeuw, maar werd later herbouwd.

## Nabijgelegen kernen
Delettes, Thérouanne, Herbelles, Upen d'Amont
Delettes · Upen d'Amont · Upen d'Aval · Westrehem

Lijst van Franse gemeenten · Arrondissement Sint-Omaars · Pas-de-Calais · Hauts-de-France